# Hemmersheim
Hemmersheim település Németországban, azon belül Bajorországban. Lakosainak száma 655 fő (2023. december 31.).

## Népesség
A település népessége az elmúlt években az alábbi módon változott:
| Lakosok száma | 839  | 780  | 702  | 686  | 675  | 648  | 652  | 646  | 631  | 655  |
|               | 1970 | 1975 | 2011 | 2012 | 2014 | 2015 | 2017 | 2019 | 2022 | 2023 |